# Éparchie de Keren
L'éparchie de Keren, aussi appelée diocèse de Keren, est une circonscription érythréenne de l'Église catholique éthiopienne, suffragante de l'archéparchie d'Asmara.
Son siège est la cathédrale Saint-Michel de Keren, dans la région Anseba, en Érythrée.

## Éparchie
L'éparchie catholique de Keren est fondée le 21 décembre 1995, par détachement de celle d'Asmara.
Elle est une éparchie suffragante de l'archéparchie d'Addis-Abbeba jusqu'à l'érection de l'Église catholique érythréenne le 19 janvier 2015. Elle devient alors suffragante de l'archéparchie d'Asmara.
Son siège est la cathédrale Saint-Michel de la ville de Keren, dans la région Anseba, en Érythrée.
En 2023, elle couvre une surface de 25 949 km2, et a la charge des âmes de près de 39 000 fidèles.

## Éparques
Depuis la fondation de l'éparchie, deux éparques se sont succédé :
- 21 décembre 1995-29 juillet 2002 : Tesfamariam Bedho
- depuis le 29 juillet 2002 : Kindane Yebio